# Yves Leterme
Yves Camille Désiré Leterme (ur. 6 października 1960 w Werviku) – belgijski polityk, w latach 2004–2007 minister-prezydent Flandrii, wicepremier (2007–2008), minister spraw zagranicznych (2009) oraz premier (2008, 2009–2011).

## Życiorys

### Rodzina i wykształcenie
Urodził się w 1960 w Werviku w prowincji Flandria Zachodnia. Jego ojciec był francuskojęzycznym Walonem, a matka niderlandzkojęzyczną Flamandką. W latach 1973–1979 uczęszczał do szkoły średniej Sint-Vincentiuscollege w Ypres. W 1981 uzyskał licencjat z prawa na Uniwersytecie Katolickim w Leuven, a w 1983 licencjat z dziedziny nauk politycznych na Uniwersytecie Gandawskim. Na tej samej uczelni uzyskał magisterium z prawa (1984) i administracji publicznej (1985). W 1984 został absolwentem Centre d’études international du fédéralisme w Nicei.

### Działalność zawodowa i polityczna do 2007
Na początku lat 80. zaangażował się w działalność polityczną. W 1983 został przewodniczącym młodzieżówki Chrześcijańskiej Partii Ludowej (CVP) w Ypres. W 1985 objął stanowisko asystenta deputowanego Paula Breyne’a oraz sekretarza CVP w dystrykcie Ypres. W 1986 był doradcą Paula Depreza, ministra w rządzie flamandzkim. W 1987 dołączył do Belgijskiego Trybunału Audytorów, w którym zasiadał przez dwa lata. W międzyczasie pozostał aktywnym działaczem młodzieżówki chadeckiej (w latach 1988–1989 jako jej wiceprzewodniczący) oraz samej CVP. Był przewodniczącym partii w dystrykcie Ypres w latach 1988–1991, a następnie jako zastępcą sekretarza generalnego (1989–1992) oraz sekretarzem CVP (1991–1992).
W grudniu 1992 został administratorem w Komisji Europejskiej, w której pracował przez pięć lat, do maja 1997. W styczniu 1995 objął mandat radnego Ypres, który od tego czasu nieprzerwanie piastuje. W czerwcu 1997 został deputowanym do Izby Reprezentantów z ramienia CVP. W wyborach w czerwcu 1999 oraz czerwcu 2004 uzyskiwał reelekcję. Od stycznia 2001 do maja 2003 był przewodniczącym klubu parlamentarnego partii Chrześcijańscy Demokraci i Flamandowie (CD&V, powstałej z przekształcenia CVP) w Izbie Reprezentantów.
Po przegranej CD&V w wyborach parlamentarnych w 2003 zastąpił Stefaana De Clercka na stanowisku przewodniczącego partii. Kierował nią przez rok, do lipca 2007, tj. do czasu wygranych przez CD&V wyborów lokalnych we Flandrii. 20 lipca 2004 objął stanowisko ministra-prezydenta Flandrii, którym pozostawał do 26 czerwca 2007.
W sierpniu 2006 Yves Leterme wywołał pewną krytykę, gdy w wywiadzie dla francuskiego „Libération” zarzucił francuskojęzycznym mieszkańcom Belgii brak chęci i umiejętności do nauki języka niderlandzkiego. Stwierdził również, że Belgów łączą jedynie: król, reprezentacja piłkarska i piwo.

### Działalność polityczna w latach 2007–2011

#### Wybory parlamentarne i kryzys rządowy

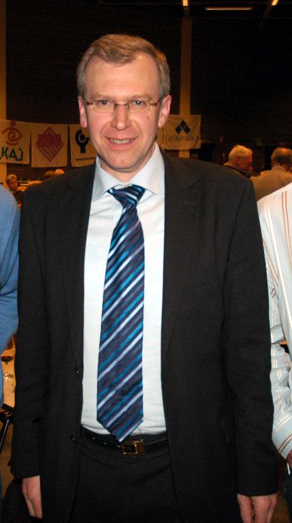
Yves Leterme

W maju 2007 oficjalnie ogłosił swój udział w wyborach parlamentarnych rozpisanych na 10 czerwca 2007. Wystartował do Senatu, zdobywając prawie 800 tys. głosów, co było wówczas drugim wynikiem w historii belgijskich wyborów. Jego partia, Chrześcijańscy Demokraci i Flamandowie, z wynikiem 18,5% głosów wygrała wybory i zdobyła (w kartelu z Nowym Sojuszem Flamandzkim) 30 mandatów w 150-osobowej Izbie Reprezentantów.
Król Albert II powierzył mu wówczas misję stworzenia nowego rządu. 16 lipca 2007 Yves Leterme rozpoczął rozmowy koalicyjne z ugrupowaniami chadeckimi i liberalnymi z Flandrii i Walonii. 23 sierpnia 2007 zrezygnował z misji powołania gabinetu z powodu odrzucenia przez partie frankofońskie projektu reform konstytucyjnych. Od 29 sierpnia do 29 września 2007 mediację między stronami prowadził Herman Van Rompuy.
29 września 2007 Yves Leterme po raz drugi rozpoczął misję stworzenia rządu. Również i tym razem próba nie powiodła się z powodu sporów dotyczących autonomii regionów oraz kwestii podziału okręgu wyborczego wokół Brukseli. Partie walońskie sprzeciwiły się zwiększeniu autonomii każdego z dwóch regionów. 1 grudnia 2007 zrezygnował z dalszych prób tworzenia gabinetu.
W tej sytuacji król Albert II powierzył na początku grudnia misję utworzenia rządu tymczasowego Guyowi Verhostadtowi. 21 grudnia 2007 zaprzysiężony został trzeci rząd dotychczasowego premiera, który dwa dni później otrzymał wotum zaufania w parlamencie. Proces formowania rządu zajął ogółem 196 dni i był najdłuższym w historii kraju. Yves Leterme objął w tymczasowym gabinecie stanowisko wicepremiera oraz ministra budżetu, reformy instytucjonalnej i transportu.

#### Pierwszy rząd
Rząd tymczasowy Guya Verhofstadta funkcjonował do 20 marca 2008. Tego samego dnia Yves Leterme został zaprzysiężony na urząd premiera. Dwa dni wcześniej pięć partii politycznych zawarło porozumienie koalicyjne. W skład jego gabinetu weszły dwie flamandzkie partie: CD&V oraz VLD, a z Walonii: Partia Socjalistyczna (PS), Ruch Reformatorski (MR) oraz Centrum Demokratyczno-Humanistyczne (cdH). 22 marca 2008 Izba Reprezentantów, głosami 97 za oraz 48 przeciw i jednym wstrzymującym się, oficjalnie udzieliła wotum zaufania nowemu gabinetowi.
Jednym z wyborczych zobowiązań CD&V była reforma polityczna, przekazująca więcej kompetencji władzom poszczególnych regionów. Premier jako datę graniczną opracowania projektu reformy ustanowił dzień 15 lipca 2008. Z powodu nieosiągnięcia porozumienia w kwestii reformy, 14 lipca 2008 złożył królowi rezygnację z funkcji szefa rządu. Albert II następnego dnia przeprowadził konsultacje polityczne z liderami głównych partii politycznych. 17 lipca 2008 król odrzucił dymisję premiera, powierzając mu w dalszym ciągu misję kierowania rządem. W wyniku konsultacji Albert II powołał specjalną trzyosobową grupę, której zadaniem było przygotowanie gruntu przed rozpoczęciem rozmów na temat reformy politycznej.
Do kolejnego kryzysu politycznego doszło w Belgii w grudniu 2008. Yves Leterme został oskarżony o rzekome próby wpływania na sędziów prowadzących proces dotyczący sprzedaży banku Fortis grupie BNP Paribas. 16 grudnia oficjalnie przyznał się do kontaktów członków jego gabinetu z sędziami, zapewniając jednocześnie, że nie miały one charakteru nacisku na niezależny wymiar sprawiedliwości. 19 grudnia podał się jednak do dymisji. 22 grudnia Albert II przyjął jego rezygnację i poprosił o pełnienie obowiązków szefa rządu do momentu sformowania nowego gabinetu. 30 grudnia 2008 na czele rządu stanął Herman Van Rompuy.

#### Powrót do rządu
W wyniku parlamentarnego dochodzenia Yves Leterme został oczyszczony z zarzutów w sprawie wpływania na sprzedaż banku Fortis. 17 lipca 2009 objął stanowisko ministra spraw zagranicznych w rządzie Hermana Van Rompuya. Zastąpił Karela De Guchta, który objął tekę w Komisji Europejskiej José Barroso.

#### Drugi rząd
19 listopada 2009, po powołaniu Hermana Van Rompuya na urząd pierwszego stałego przewodniczącego Rady Europejskiej, w Belgii pojawiła się konieczność wskazania jego następcy na stanowisku szefa rządu. Głównym faworytem do objęcia tego stanowiska od początku stał się Yves Leterme, który w wyborach parlamentarnych uzyskał znaczące poparcie społecznie. Jego kandydatura budziła jednak zastrzeżenia wśród walońskich polityków, którzy uważali go za stanowczego przedstawiciela interesów Flandrii i osobę mniej skłonną do kompromisu. 20 listopada 2009, w celu szybkiego powołania nowego gabinetu, król Albert II powierzył Wilfriedowi Martensowi misję przeprowadzenia negocjacji w tej sprawie. Były premier spotkał się z liderami głównych partii politycznych. W wyniku rozmów, pięć ugrupowań tworzących dotychczasowy gabinet zaakceptowało powrót Yves’a Leterme na stanowisko premiera. 24 listopada 2009 Wilfried Martens przedstawił królowi raport ze swoich działań, w którym rekomendował mianowanie ministra spraw zagranicznych na nowego premiera kraju.
25 listopada 2009 Herman Van Rompuy złożył na ręce króla dymisję ze stanowiska szefa rządu. Tego samego dnia Albert II nowym szefem rządu mianował Yves’a Leterme. Jednym z głównych problemów jego rządu pozostała kwestia statusu wyborczego zamieszkanych przez ludność francuskojęzyczną flamandzkich gmin wokół Brukseli oraz sprawa autonomii Flandrii i Walonii. W celu wypracowania rozwiązania, król mianował negocjatorem rządu w tej sprawie byłego premiera Jean-Luka Dehaene.
22 kwietnia 2010 rząd Yves’a Leterme podał się do dymisji po wyjściu partii Open VLD (flamandzkich liberałów) z koalicji rządzącej. Doprowadziło to do przedterminowych wyborów parlamentarnych, w których urzędujący premier uzyskał mandat poselski. Od tego czasu wobec tzw. belgijskiego kryzysu rządowego jego gabinet nadal sprawował władzę jako tzw. rząd przejściowy.
13 września 2011 zadeklarował, że do końca 2011 zamierza objąć stanowisko zastępcy sekretarza generalnego OECD, w związku z czym ustąpi z urzędu. Ostatecznie, po trwającym półtora roku kryzysie gabinetowym, sześć partii politycznych zdołało zawrzeć umowę koalicyjną i 6 grudnia 2011 na stanowisku premiera zastąpił go Elio Di Rupo.

### Działalność od 2011
W grudniu 2011 Yves Leterme objął funkcję zastępcy sekretarza generalnego OECD z zakresem kompetencji obejmującym tematykę spraw społecznych, edukacji, przedsiębiorczości i zarządzania publicznego. W kwietniu 2014 ogłosił swoje odejście z OECD w związku z zamiarem objęcia funkcji sekretarza generalnego Międzynarodowego Instytutu na rzecz Demokracji i Pomocy Wyborczej (IDEA) w Sztokholmie.

## Skład rządów

### Pierwszy rząd (2008)
- premier: Yves Leterme (CD&V)
- wicepremier, minister finansów i reform instytucjonalnych: Didier Reynders (MR)
- wicepremier, minister spraw społecznych i zdrowia publicznego: Laurette Onkelinx (PS)
- wicepremier, minister spraw wewnętrznych: Patrick Dewael (Open VLD)
- wicepremier, minister sprawiedliwości i reform instytucjonalnych: Jo Vandeurzen (CD&V)
- wicepremier, minister zatrudnienia i równouprawnienia: Joëlle Milquet (cdH)
- minister spraw zagranicznych: Karel De Gucht (Open VLD)
- minister małej i średniej przedsiębiorczości, rolnictwa, nauki: Sabine Laruelle (MR)
- minister integracji społecznej, emerytur i aglomeracji: Marie Arena (PS)
- minister obrony: Pieter De Crem (CD&V)
- minister klimatu i energii: Paul Magnette (PS)
- minister współpracy na rzecz rozwoju: Charles Michel (MR)
- minister służb i przedsiębiorstw publicznych: Inge Vervotte (CD&V)
- minister przedsiębiorczości i uproszczenia: Vincent Van Quickenborne (Open VLD)
- minister ds. imigracji i polityki azylowej: Annemie Turtelboom (Open VLD)

### Drugi rząd (2009–2011)
- premier: Yves Leterme (CD&V)
- wicepremier, minister finansów i reform instytucjonalnych: Didier Reynders (MR)
- wicepremier, minister spraw społecznych i zdrowia publicznego: Laurette Onkelinx (PS)
- wicepremier, minister spraw zagranicznych i reform instytucjonalnych: Steven Vanackere (CD&V)
- wicepremier, minister zatrudnienia i równouprawnienia, imigracji i polityki azylowej: Joëlle Milquet (cdH)
- wicepremier, minister budżetu: Guy Vanhengel (Open VLD)
- minister emerytur i aglomeracji: Michel Daerden (PS)
- minister sprawiedliwości: Stefaan De Clerck (CD&V)
- minister małej i średniej przedsiębiorczości, rolnictwa, nauki: Sabine Laruelle (MR)
- minister obrony: Pieter De Crem (CD&V)
- minister klimatu i energii: Paul Magnette (PS)
- minister współpracy na rzecz rozwoju: Charles Michel (MR, do 2011), Olivier Chastel (MR, od 2011, także minister ds. europejskich)
- minister służb i przedsiębiorstw publicznych: Inge Vervotte (CD&V)
- minister przedsiębiorczości i uproszczenia: Vincent Van Quickenborne (Open VLD)
- minister spraw wewnętrznych: Annemie Turtelboom (Open VLD)
- sekretarze stanu: Etienne Schouppe (CD&V), Carl Devlies (CD&V), Bernard Clerfayt (MR-FDF), Olivier Chastel (MR, do 2011), Melchior Wathelet (cdH), Jean-Marc Delizée (PS), Philippe Courard (PS)
- komisarz rządowy: Guido De Padt (Open VLD)